# Referendum abrogativo a San Marino del 2011
Il Referendum abrogativo sammarinese del 2011 è stato un referendum di tipo abrogativo svoltosi a San Marino il 27 marzo 2011.
Il referendum proponeva l'abrogazione della legge del 5 maggio 2010 n.82 e sulla modifica della legge del 21 gennaio 2004 n.6 sull'inalienabilità dei terreni pubblici.
Il quesito era:

## Affluenza alle urne
|                     | TOTALE | PERCENTUALE % | PERCENTUALE %         |
| ------------------- | ------ | ------------- | --------------------- |
| Iscritti alle liste | 32.972 | 100,00%       | SUL TOTALE ELETTORI   |
| Votanti             | 13.329 | 40,43%        | SUL TOTALE ELETTORI   |
| Voti validi         | 13.171 | 98,81%        | SUL NUMERO DI VOTANTI |
| Schede bianche      | 67     | 0,50%         | SUL NUMERO DI VOTANTI |
| Voti nulli          | 91     | 0,68%         | SUL NUMERO DI VOTANTI |
| Astenuti            | 19.643 | 59,57%        | SUL TOTALE ELETTORI   |

| Sì 12166 (92,37%) |  |  | No 1005 (7,63%) |
| ▲                 |  |  |                 |

### Risultati per castello
| RISULTATI PER CASTELLO | SÌ     | NO     | AFFLUENZA |
| Città di San Marino    | 92,32% | 7,68%  | 56,70%    |
| Acquaviva              | 94,63% | 5,38%  | 63,82%    |
| Borgo Maggiore         | 92,79% | 7,21%  | 57,28%    |
| Chiesanuova            | 88,46% | 11,54% | 54,42%    |
| Domagnano              | 91,41% | 8,59%  | 63,06%    |
| Faetano                | 93,63% | 6,37%  | 59,36%    |
| Fiorentino             | 93,52% | 6,48%  | 63,18%    |
| Montegiardino          | 93,50% | 6,50%  | 63,51%    |
| Serravalle             | 92,93% | 7,07%  | 57,84%    |
| San Marino             | 92,72% | 7,28%  | 59,06%    |
| Esteri                 | 83,75% | 16,25% | 4,74%     |
| TOTALE                 | 92,37% | 7,63%  | 40,43%    |

## Il secondo referendum
Il 16 novembre 2010 era stato approvato dal Collegio garante della costituzionalità delle norme un secondo referendum, relativo all'ingresso di San Marino nell'Unione europea, con il seguente quesito:
L'8 febbraio 2011 il governo sammarinese ha inoltrato la richiesta di adesione all'Unione europea attraverso i canali diplomatici.
Perciò, il 24 febbraio 2011 il Collegio ha annullato il referendum in seguito alle osservazioni del Congresso di Stato che l'attività svolta dal Governo e dal Consiglio Grande e Generale nell'ambito dell'integrazione europea aveva di fatto recepito la richiesta dei promotori del referendum.
Un diverso quesito referendario sull'adesione di San Marino all'Unione Europea è stato poi sottoposto nel 2013 agli elettori, che hanno votato in leggera maggioranza a favore, senza però raggiungere il quorum del 50% dei voti validi.